# Tout le bonheur du monde (album)
Pour l’article homonyme, voir Tout le bonheur du monde.
Albums de Kids United
Un monde meilleur
(2015) Le Live
(2017)
Tout le bonheur du monde est le deuxième album studio du groupe Kids United sorti le 19 août 2016 sur le label Play On,.
En France, il a débuté au numéro un.
À la fin de l'année 2016, l'album s'est vendu à plus de 400 000 exemplaires en France,,. À la fin de novembre 2016 l'album avait déjà été certifié triple disque de platine par le Syndicat national de l'édition phonographique. Le 7 avril 2017, il a été certifié diamant (pour 500 000 exemplaires vendus).

## Liste des chansons
| No  | Titre                                | Paroles                           | Interprète initial | Durée |
| --- | ------------------------------------ | --------------------------------- | ------------------ | ----- |
| 1.  | Tout le bonheur du monde (Ft. Inaya) |                                   | Sinsemilia         | 3:21  |
| 2.  | L'oiseau et l'enfant                 |                                   | Marie Myriam       | 3:02  |
| 3.  | Destin                               |                                   | Céline Dion        | 3:08  |
| 4.  | Laissez-nous chanter                 |                                   | Gold               | 3:28  |
| 5.  | Qui a le droit                       |                                   | Patrick Bruel      | 2:46  |
| 6.  | Sur ma route (Ft. Black M)           |                                   | Black M            | 4:04  |
| 7.  | Si                                   |                                   | Zaz                | 2:37  |
| 8.  | Le Pouvoir des fleurs                |                                   | Laurent Voulzy     | 3:19  |
| 9.  | Heal the World (Ft. Corneille)       |                                   | Michael Jackson    | 4:59  |
| 10. | J'ai demandé à la lune               |                                   | Indochine          | 3:06  |
| 11. | La camisa negra                      |                                   | Juanes             | 3:12  |
| 12. | Ensemble                             | Fred Savio, Jean-Étienne Maillard |                    | 3:06  |

| 13. | Écris l'histoire                                      |  | Grégory Lemarchal | 3:20 |
| 14. | L'Envie d'aimer                                       |  | Daniel Lévi       | 3:26 |
| 15. | Les Liens De L'Amitié (Thème From My Little Pony) [A] |  |                   | 3:35 |

[A] La première chanson originale du groupe Kids United. Elle est inspirée de l'univers de la série télévisée d'animation My Little Pony : Les amies, c'est magique.

## Classements
| Classement (2016)            | Meilleure position |
| ---------------------------- | ------------------ |
| Belgique (Flandre Ultratop)  | 178                |
| Belgique (Wallonie Ultratop) | 1                  |
| France (SNEP)                | 1                  |
| Suisse (Schweizer Hitparade) | 2                  |

### Classements annuels
| Classement (2016) | Meilleure position |
| ----------------- | ------------------ |
| France (SNEP)     | 4                  |

| Classement (2017) | Meilleure position |
| ----------------- | ------------------ |
| France (SNEP)     | 35                 |